# Eusebio Pérez Valluerca

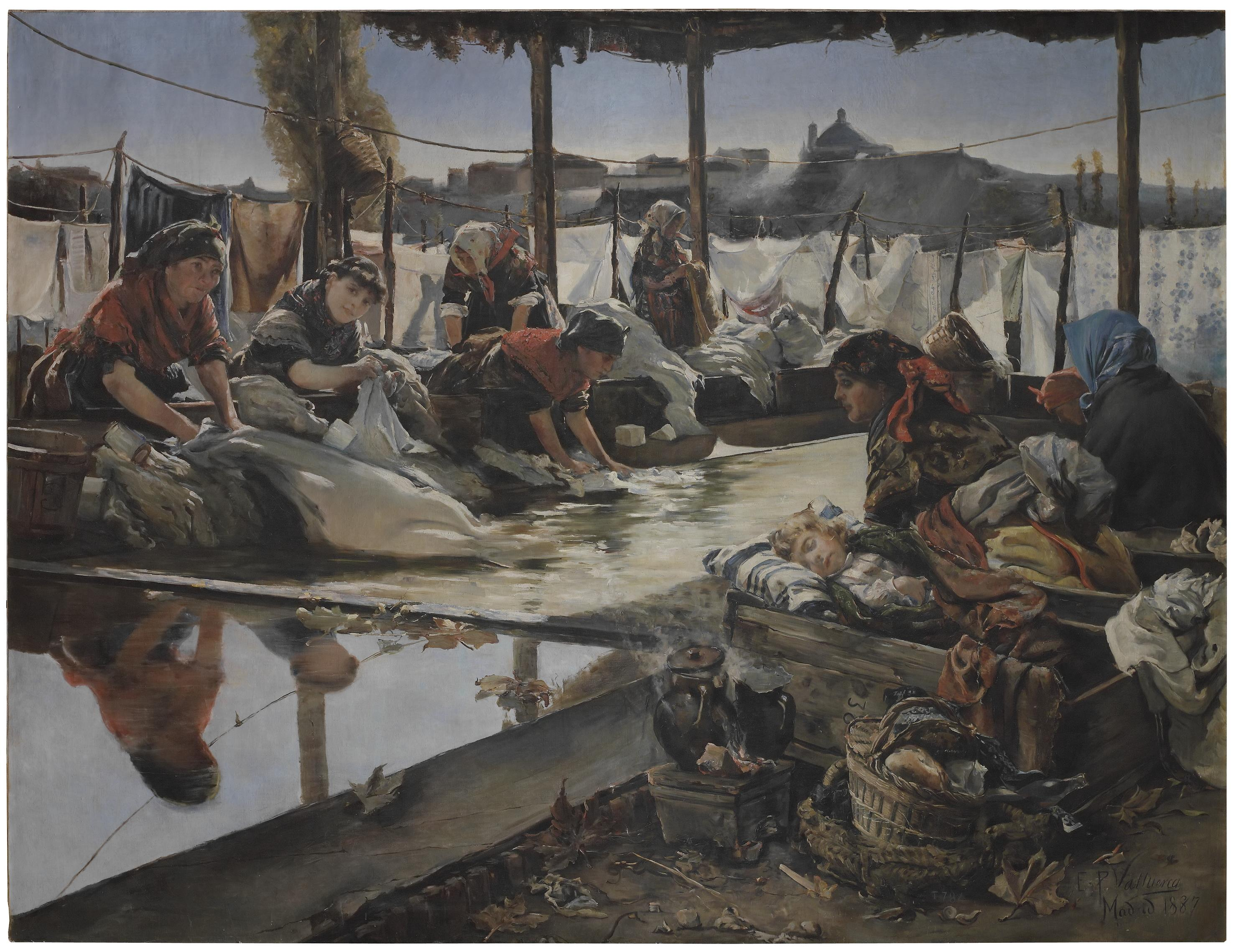
Lavadero en el Manzanares (1887).

Eusebio Pérez de Valluerca (Beotegui, Álava, 1840-¿Madrid?) fue un pintor paisajista y costumbrista español, documentado entre 1887 y 1915. Tiene obra en el Museo de Bellas Artes de Asturias y en la Pinacoteca del Estado de São Paulo.
Este pintor alavés, del que se ignora la fecha de muerte, se formó en Madrid con Emilio Sala. Consiguió la tercera medalla en las Exposiciones Nacionales de Bellas Artes celebradas en Madrid en los años 1887 y 1892. Fue alumno de Carlos de Haes, destacando en su círculo como paisajista del valle de Cercedilla.
De su obra costumbrista puede mencionarse, por su rocambolesco historial, Lavadero en el Manzanares (1887), lienzo de 233,5 cm de alto por 306 de ancho, con el que Pérez Valluerca participó en la Exposición Nacional de Bellas Artes de 1887, y en la que obtuvo una tercera medalla, por lo que fue adquirido por el Estado con destino al Museo del Prado y depositado luego en el Museo de Arte Moderno, en Madrid; institución de la que fue robado en 1975; encontrado más tarde en la Colección Pedro Masaveu, fue devuelto al Estado español en 2003. En 2016 se encontraba en el Museo de Bellas Artes de Asturias. También puede citarse otro lienzo de similar motivo costumbrista, el titulado Mujeres en el mercado de Bilbao (1904).